# اندی فانگ
اندی فانگ (انگلیسی: Andy Fang؛ زادهٔ ۱۹۹۲ (۳۲–۳۳ سال)) کارآفرین اهل ایالات متحده آمریکا است، که در سال ۲۰۰۸ شرکت دوردش را تأسیس کرد.